# Бестаева, Майя Григорьевна
Майя Григорьевна Бестаева (родилась в Цхинвале) — сержант медицинской службы Вооружённых сил Российской Федерации, участница войны в Грузии.

## Биография
Уроженка Южной Осетии. В миротворческих силах с 2002 года, в 2008 году проходила службу санинструктором в миномётной батарее миротворческого контингента ВС РФ на базе в Цхинвале. Муж проходил службу в составе осетинской миссии ССПМ в зоне конфликта; после его смерти Беспаева пошла на службу в российский миротворческий контингент. Сы проходил службу в ВС РФ, также участвовал в войне и попал в грузинскую засаду, получив тяжёлое ранение, но выжил.
В ночь с 7 на 8 августа 2008 года младший сержант Бестаева заступила на дежурство в должности санинструктора, когда Цхинвал был подвергнут обстрелу со стороны грузинских войск. В результате артобстрела российский бывший миротворческий контингент, которым командовал подполковник К. А. Тимерман, потерял всего 37 человек убитыми и многих ранеными. Бестаева в возникшей суматохе приступила немедленно к оказанию помощи раненым солдатам. По ходу обстрела Бестаева получила осколочные ранения, а в один из моментов боя даже была контужена (позже её сильно беспокоили головные боли). Тем не менее, Бестаева продолжала помогать раненым солдатам, делая им перевязки, ставя здоровой рукой капельницы и делая уколы. По словам Константина Тимермана, Майя Бестаева во время операции также задержала артиллерийского корректировщика, которым оказался кочегар котельной: он по сотовому телефону передавал грузинам координаты о расположении миротворческих постов, разговаривая на грузинском и диктуя координаты на русском.
С дежурства Бестаева снялась спустя две недели после событий 8 августа.
В 2009 году в Окружном военном клиническом госпитале (г. Ростов-на-Дону) Бестаева прошла специальные курсы, выучившись на лаборанта-бактериолога, и позже вернулась на российскую базу в Цхинвал, продолжив службу в санэпидемиологическом взводе. В 2018 году Русская служба Би-би-си называла Бестаеву также сотрудницей министерства обороны Южной Осетии, не уточняя её должность.

## Награды
- Сентябрь 2008 года — медаль «За отвагу» (Россия), была торжественно награждена 1 октября 2008 года в Георгиевском зале Кремля из рук Дмитрия Медведева[11][12].
- Награды со стороны и. о. президента Южной Осетии Вадима Бровцева в 2011 году и со стороны президента Южной Осетии Анатолия Бибилова в 2017 году[13].